# Ivan Petrovič Ribačenko
Ivan Petrovič Ribačenko (rusko Иван Петрович Рыбаченко), sovjetski častnik, * 1909, † 1966.
Podpolkovnik Ribačenko je bil vodja sovjetske vojaške misije pri NOV in POS.

## Odlikovanja in nagrade
Leta 1995 je posmrtno prejel častni znak svobode Republike Slovenije z naslednjo utemeljitvijo: »ob 50 letnici zmage nad nacifašizmom za zasluge in dejanja v dobro slovenskemu narodu sredi najtežjih časov med drugo svetovno vojno ter za krepitev prijateljstva med Slovenijo in matično državo«.